# Moritz Kretschy
Moritz Kretschy (Annaberg-Buchholz, 12 maggio 2002) è un ciclista su strada e pistard tedesco che corre per il team Israel Premier Tech Academy.

## Palmarès

### Strada
- 2023 (Rad-Net Oßwald, due vittorie)

Campionati tedeschi, Prova a cronometro Under-23
Campionati tedeschi, Prova in linea Under-23
- 2025 (Israel Premier Tech Academy, una vittoria)

2ª tappa Alpes Isère Tour (Dolomieu > Satolas-et-Bonce)

### Pista
- 2019 (Juniores)

Campionati del mondo, Inseguimento a squadre Junior (con Hannes Wilksch, Tobias Buck-Gramcko, Nicolas Heinrich e Pierre-Pascal Keup)
- 2020 (Juniores)

Campionati europei, Corsa a punti Junior

## Piazzamenti

### Competizioni mondiali
- Campionati del mondo su pista

Francoforte sull'Oder 2019 - Inseg. a squadre Junior: vincitore
- Campionati del mondo su strada

Glasgow 2023 - Cronometro Under-23: 28º
Glasgow 2023 - In linea Under-23: 6º

### Competizioni continentali
- Campionati europei su pista

Gand 2019 - Inseguimento a squadre Junior: 3º
Fiorenzuola d'Arda 2020 - Inseguimento a squadre Junior: 2º
Fiorenzuola d'Arda 2020 - Corsa a punti Junior: vincitore
Apeldoorn 2021 - Inseguimento a squadre Under-23: 4º
Apeldoorn 2021 - Corsa a punti Under-23: 12º